# Lâm Huy Nhân
Lâm Huy Nhân (1904-1955; tiếng Trung: 林徽因, nguyên danh tiếng Trung: 林徽音, Hán Việt: Lâm Huy Âm) là nữ thi sĩ, kiến trúc sư người Trung Quốc tốt nghiệp Đại học Pennsylvania, được biết đến phương án đi sâu thiết kế công trình Bia Kỷ niệm Anh hùng Nhân dân và Quốc huy Cộng hòa Nhân dân Trung Hoa. Bà là người vợ đầu của kiến trúc sư Lương Tư Thành (tiếng Trung: 梁思成), con dâu của nhà cách mạng Lương Khải Siêu. Đồng thời, bà cũng là một trong những đại diện cho sự tiến bộ của phụ nữ trí thức trong những năm đầu của Trung Hoa Dân Quốc.

## Tiểu sử

### Gia đình
Lâm Huy Nhân sinh ngày 10 tháng 6 năm 1904 tại hẻm Lục Gia (陆家巷), phủ Hàng Châu, Chiết Giang, Trung Quốc.:3 Gia đình có nguyên quán từ huyện Mân Hầu, thành phố Phúc Châu, Phúc Kiến, Trung Quốc. Thuở nhỏ, được đặt tên là Huy Âm (徽音), ý lấy từ điển cố Kinh Thi·Đại Nhã·Tư Trai.:4
Khi trưởng thành, để tránh nhầm lẫn với Lâm Vi Âm (tiếng Trung: 林微音), một nhà văn nam (1899-1982) nên đã đổi tên thành Lâm Huy Nhân (林徽因).:4
Cha là học giả Lâm Trường Dân (tiếng Trung: 林长民), từng sang Nhật Bản du học rồi tốt nghiệp Đại học Waseda, chú là nhà cách mạng Lâm Giác Dân (tiếng Trung: 林覺民). Người vợ đầu của ông Lâm là do cha mẹ hai bên sắp đặt. Không lâu sau, người vợ này qua đời vì một căn bệnh hiểm nghèo. Sau đó ông Lâm cưới bà Hà Tuyết Viên, con gái út của một chủ xưởng nhỏ ở Gia Hưng, Chiết Giang, gia cảnh khá giả. Bà Hà sinh nở 3 lần, nhưng chỉ có mình Lâm Huy Nhân lớn được. Bà không đi học, cũng không đọc sách hay làm thơ, vẽ tranh, chơi cờ, tính cách có phần kiêu ngạo, không giỏi nữ công gia chánh. Mẹ chồng lại là khuê nữ nhà quyền quý, giỏi nữ công quán xuyến, thích đọc sách và viết thư pháp. Trong thời kỳ gia trưởng phong kiến, những điều này khiến người chồng như ông Lâm cảm thấy bất mãn. Sau khoảng 10 năm, Lâm Trường Dân lấy thêm vợ lẽ là người phụ nữ Thượng Hải tên Trình Quế Lâm. Mặc dù bà Trình không đọc nhiều, nhưng lễ độ và sinh được đông con nên được ông Lâm yêu chiều cũng như nhà họ Lâm hài lòng. Lâm Huy Nhân luôn gọi bà là mẹ hai (nhị nương) và cũng rất vui vẻ với các con của bà Trình.
Lâm Huy Nhân cùng mẹ sống ở phần sân sau để không. Ông Lâm hiếm khi đến sân sau do nhiều lần bà Hà lời qua tiếng lại.
Một lần, bạn của ông Lâm đến nhà họ Lâm với tư cách là khách và nhìn thấy bức ảnh của Trình Quế Lâm treo trong phòng khách, liền hỏi: "Người phụ nữ xinh đẹp này là ai?". Ông Lâm trả lời: "Đây là người trong lòng tôi." Người bạn ngưỡng mộ khen: "Vợ ông rất đẹp. Không có gì lạ khi con gái ông cũng đẹp như vậy." Ông Lâm đáp: "Con gái không phải là với người vợ này, mà là người vợ khác."
Sau này ông Lâm qua đời, bà Hà sống với con gái và con rể. Về sau Lâm Huy Nhân mất, con rể Lương Tư Thành tái hôn và vẫn tiếp tục phụng dưỡng mẹ vợ. Lương Tư Thành mất, mẹ vợ vẫn còn sống nên người vợ kế chăm sóc bà Hà. Vì là mẹ của nữ kiến trúc sư có nhiều đóng góp cho đất nước nên mỗi tháng bà được trợ cấp 50 Nhân dân tệ. Thời Cách mạng văn hóa, Hồng Vệ Binh đến khám xét nhà, tìm thấy dưới đáy một chiếc hộp có thanh kiếm ngắn khắc Tưởng trung chính tặng, đó là di vật của cậu em Lâm Hằng (con trai của bà Trình Quế Lâm) được Lâm Huy Nhân trân trọng. Trước đó, khi ông Lâm qua đời, Lâm Huy Nhân quan tâm chăm sóc em trai, điều này khiến bà Hà không mấy dễ chịu và trút sự uất ức về phía con gái. Năm 1972, bà Hà qua đời năm 90 tuổi khi con gái và con rể đã mất từ lâu.

### Thời niên thiếu
Năm 5 tuổi, Lâm Huy Nhân bắt đầu được người cô là Lâm Trạch Dân dạy kèm việc học. Năm 8 tuổi, gia đình chuyển đến Thượng Hải, Lâm Huy Nhân vào học tại trường tiểu học Ái quốc Hồng Khẩu.
Năm 1916, cha của bà vào làm việc cho Chính phủ Bắc Dương, gia đình chuyển đến thủ đô Bắc Bình (nay là Bắc Kinh). Lâm Huy Nhân 12 tuổi đã vào học trường nữ sinh Bồi Hoa (tiếng Trung: 北京培华女子中学) là một trường truyền giáo do con gái của William Edward Soothill thành lập. Năm 1918, Lâm Huy Nhân quen biết Lương Tư Thành, con trai của nhà cách mạng Lương Khải Siêu.
Năm 1920, Lâm Trường Dân đưa con gái đi theo sang Châu Âu tham gia các buổi diễn thuyết cùng các học giả, hai người đã tới Pháp, Thụy Điển, Ý, Đức và Bỉ. Hai cha con trở về London, nước Anh vào ngày 15 tháng 9 năm 1920. Vào ngày 20 tháng 9, Lâm Huy Nhân được nhận vào trường St. Mary's College với kết quả xuất sắc và các lớp học bắt đầu vào ngày 23. Thời gian này, gặp gỡ nhà thơ Từ Chí Ma khi anh đến nhà thăm ông Lâm, từ đó cả hai trở nên thân thiết gắn bó.
Năm 1921, cha tiếp tục ở lại Luân Đôn, còn Huy Nhân trở về Trung Quốc tiếp tục học tại trường Bồi Hoa. Năm 1923, Từ Chí Ma và Hồ Thích cùng những người khác đã thành lập Phái Tân Nguyệt ở Bắc Kinh. Lâm Huy Nhân thường tham gia các hoạt động văn hóa do phái Tân Nguyệt tổ chức. Tất cả hoạt đồng đều bằng ngôn ngữ tiếng Anh. Sự tự tin và tài năng của Lâm Huy Nhân luôn thu hút sự chú ý.
Năm 1924, Lâm Huy Nhân quyết định cùng Lương Tư Thành du học tại Đại học Pennsylvania, Hoa Kỳ. Cả hai đều muốn học ngành kiến trúc cùng nhau nhưng quy định của trường không nhận nữ sinh nên Lâm Huy Nhân đã chọn ngành mỹ thuật. Tuy nhiên, cô vẫn tham gia các khóa học lớn ở khoa Kiến trúc, nỗ lực theo đuổi niềm đam mê. Tên tiếng Anh khi đó là Lin Phyllis Whei-Yin. Mùa hè năm 1927, sau khi tốt nghiệp với kết quả xuất sắc, cô tiếp tục đăng ký ngành Sân khấu thuộc Đại học Yale để nghiên cứu nghệ thuật thiết kế sân khấu trong 6 tháng. Mùa xuân năm 1928, Huy Nhân kết hôn với Lương Tư Thành tại Mỹ.

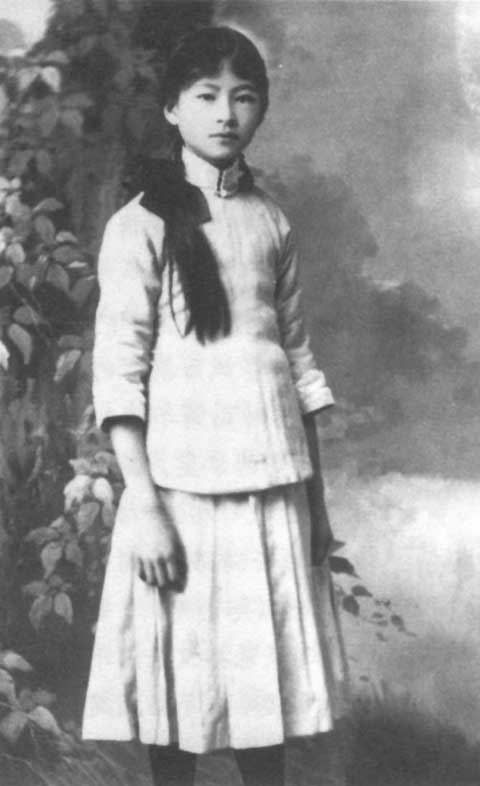
Lâm Huy Nhân thời niên thiếu
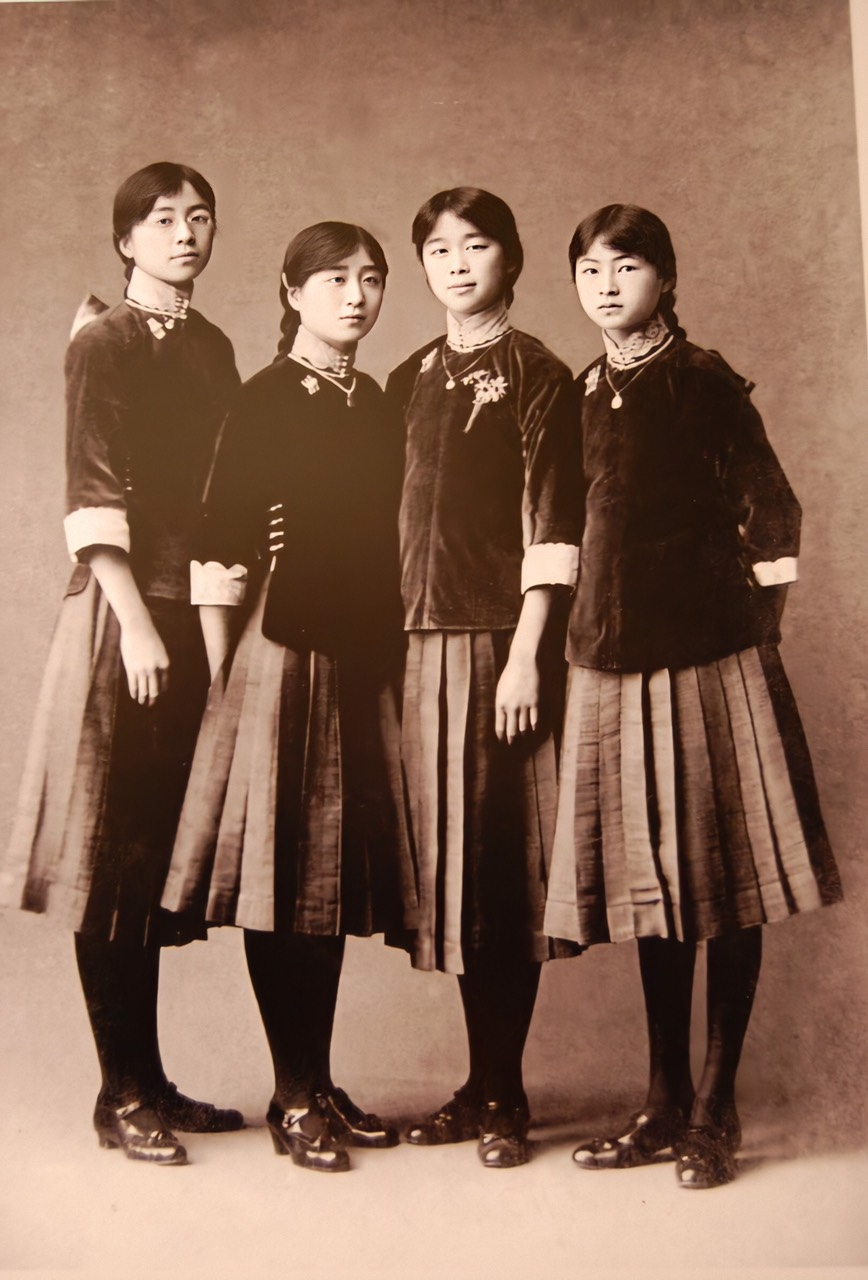
Lâm Huy Nhân (ngoài cùng bên phải) chụp cùng các bạn trong đồng phục của trường nữ sinh Bồi Hoa, Bắc Kinh
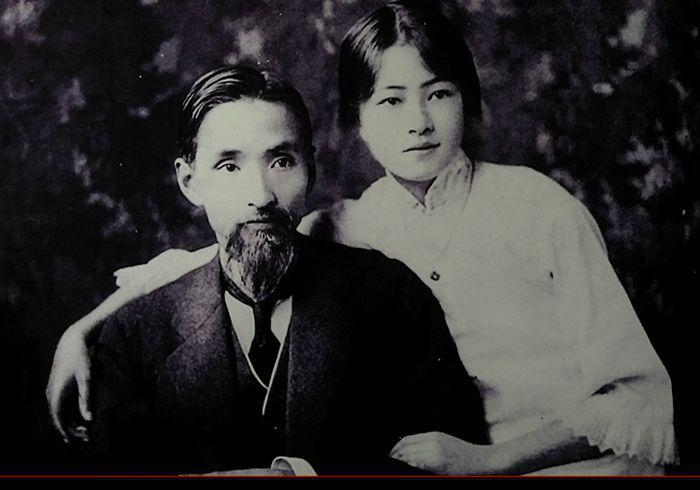
Lâm Trường Dân và con gái Lâm Huy Nhân ở London khi đi du lịch ở châu Âu năm 1920.
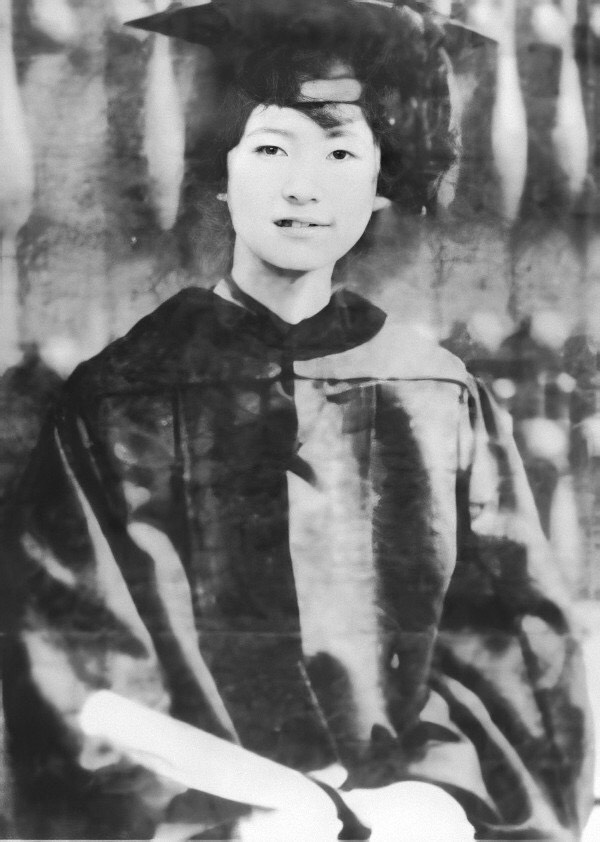
Lâm Huy Nhân trong ngày tốt nghiệp Đại học Pennsylvania

## Sự nghiệp
Tháng 8 năm 1928, hai vợ chồng trở về Trung Quốc và cùng vào làm tại Khoa Kiến trúc của Đại học Đông Bắc ở Thẩm Dương. Trước khi trở lại làm việc, Lâm Huy Nhân trở lại Phúc Châu để thăm người thân, theo yêu cầu của trường sư phạm Phúc Châu và trường trung học Anh Hoa, Huy Nhân đã thực hiện các buổi giảng về Nghệ thuật kiến trúc sân vườn và Kiến trúc và văn học. Đồng thời cũng thiết kế Nhà hát Nghệ thuật Phố Đông Phúc Châu cho người chú Lâm Thiên Dân. Năm sau, tham gia dạy "Lịch sử chạm khắc" và tiếng Anh chuyên ngành tại Đại học Đông Bắc.
Cặp vợ chồng đã cùng nhau đi khảo sát nhiều tòa nhà cổ tại Trung Quốc và duy trì tình bạn tốt với nhà thơ Từ Chí Ma, nhà văn Thẩm Tòng Văn và học giả Kim Nhạc Lâm (金岳霖). Lâm Huy Nhân đã viết một số tác phẩm như thơ, tiểu thuyết, văn xuôi và viết kịch bản và được gọi là "tài nữ".
Ga Tây Cát Lâm (吉林西站) được thiết kế từ năm 1928 đến 1930 bởi Lương Tư Thành, là sự kết hợp giữa kiến trúc Trung Quốc và phương Tây, không chỉ phong phú về di sản kiến trúc truyền thống Trung Quốc, mà còn có phong cách kiến trúc hiện đại phương tây. Đây là một trong những kiệt tác trong lịch sử kiến trúc Trung Quốc hiện đại.
Tuy nhiên, cả tiểu sử, tài liệu lịch sử hay tài liệu lịch sử chi tiết của Lâm Huy Nhân và Lương Tư Thành đều không đề cập đến việc hai người đã tham gia vào công việc xây dựng của nhà ga, hiện tại, các nhân viên của bản vẽ thiết kế nhà ga đường sắt Cát Hải (吉海鐵路) lưu giữ trong kho lưu trữ đường sắt, cũng không có tên trong danh sách nhân viên. Mối quan hệ giữa hai vợ chồng và nhà ga Tây Cát Lâm vẫn chưa được xác minh. Một tấm bảng có ảnh Lâm Huy Nhân và Lương Tư Thành treo trên hành lang của ga Tây Cát Lâm có đoạn: "Nhà ga Cát Hải được xây dựng từ năm 1928 đến 1929. Có thể nói rằng Nhà ga đường sắt Cát Hải đã chứng kiến tình yêu, kết tinh của tình yêu của họ. Ngoài ra còn có dòng ghi "Lâm Huy Nhân, một người phụ nữ tài năng của thế hệ Trung Quốc", với một bức ảnh. Trên một "Hùng sư sơ tỉnh" khác, có ghi rõ trên bảng đề của Ga Cát Hải rằng người thiết kế tòa nhà nhà ga là Lâm Huy Nhân, một bậc thầy thiết kế kiến trúc nổi tiếng ở Trung Quốc.
Vào tháng 11 năm 1931, nhà thơ Từ Chí Ma tham dự buổi diễn thuyết của Lâm Huy Nhân và đã chọn đi máy bay miễn phí của bưu điện từ Nam Kinh đến Bắc Bình (nay là Bắc Kinh) nhưng không may gặp tai nạn, Từ Chí Ma qua đời, Lâm Huy Nhân tiếc thương nên đã sáng tác Điệu Chí Ma (悼志摩).
Năm 1949, vào đêm trước khi Bắc Bình được Đảng Cộng sản Trung Quốc tiếp quản, Lâm Huy Nhân và Lương Tư Thành đã cùng nhau đến trấn Tứ Bách Ba (西柏坡镇) để thảo luận với các nhà lãnh đạo Đảng nhằm đảm bảo rằng sự toàn vẹn về mặt kiến trúc của thành cổ Bắc Kinh không bị ảnh hưởng bởi cuộc chiến, và được Trung ương Đảng ủng hộ. Sau đó, Lâm Huy Nhân được mời làm giáo sư kiến trúc tại Đại học Thanh Hoa ở Bắc Kinh. Vào tháng 9 cùng năm, Hội nghị Hiệp thương Chính trị Nhân dân Trung Quốc lần đầu được tổ chức. Lâm Huy Nhân được chọn là thành viên của nhóm thiết kế Quốc huy Cộng hòa Nhân dân Trung Hoa và lãnh đạo nhóm thiết kế của Đại học Thanh Hoa đề xuất một dự thảo quốc huy bao gồm các biểu tượng hình vẽ nhẫn bích, 5 ngôi sao, bánh răng, gia hòa hay logo (嘉禾), tên nước Cộng hoà Nhân dân Trung Quốc. Tiếp đó cùng chồng và những người khác tham gia sửa đổi phương án thiết kế của Trương Đinh từ Học viện Mỹ thuật Trung ương (中央美术学院).
Ngày 20 tháng 6 năm 1950, Ủy ban Toàn quốc Hội nghị Hiệp thương Chính trị Nhân dân Trung Quốc họp lần thứ 1 đã quyết định làm biểu tượng quốc huy dựa trên dự thảo thứ hai của Đại học Thanh Hoa. Trong thời gian này, Lâm Huy Nhân cũng thiết kế bối cảnh kiến trúc chính của Nghĩa trang Cách mạng Bát Bảo Sơn.
Ngày 1 tháng 4 năm 1955, sau thời gian mắc bệnh lao kéo dài, Lâm Huy Nhân qua đời tại Bệnh viện Đồng Nhân. Vào ngày 3 tháng 4, lễ tưởng niệm nữ kiến trúc sư đã được cử hành tại chùa Kim Ngư Hồ Đồng Hiền Lương ở Bắc Kinh.

## Gia đình
Ông nội của Lâm Huy Nhân tên là Lâm Hiếu Tuân, tiến sĩ năm Quang Tự thứ 15, được tướng Tưởng Bách Lý (蒋百里) đài thọ cho sang du học Nhật Bản. Cha là Lâm Trường Dân, là học giả và tổng thư ký của quân đội của Quách Tùng Linh nhưng không may qua đời trong trận chiến.
Lâm Huy Nhân và chồng là Lương Tư Thành có 2 người con, con trai Lương Tòng Giới từng là một nhà hoạt động môi trường ở Trung Quốc, và con gái Lương Tái Băng từng làm phóng viên của Tân Hoa Xã.
Cháu nội của bà Trình Quế Lâm và ông Lâm Trường Dân là Maya Lin (tiếng Trung: 林璎, phiên âm Hán Việt: Lâm Anh) là nữ kiến trúc sư người Mỹ đã thiết kế Đài tưởng niệm Cựu chiến binh Việt Nam ở thủ đô Washington, Hoa Kỳ.

## Hình ảnh

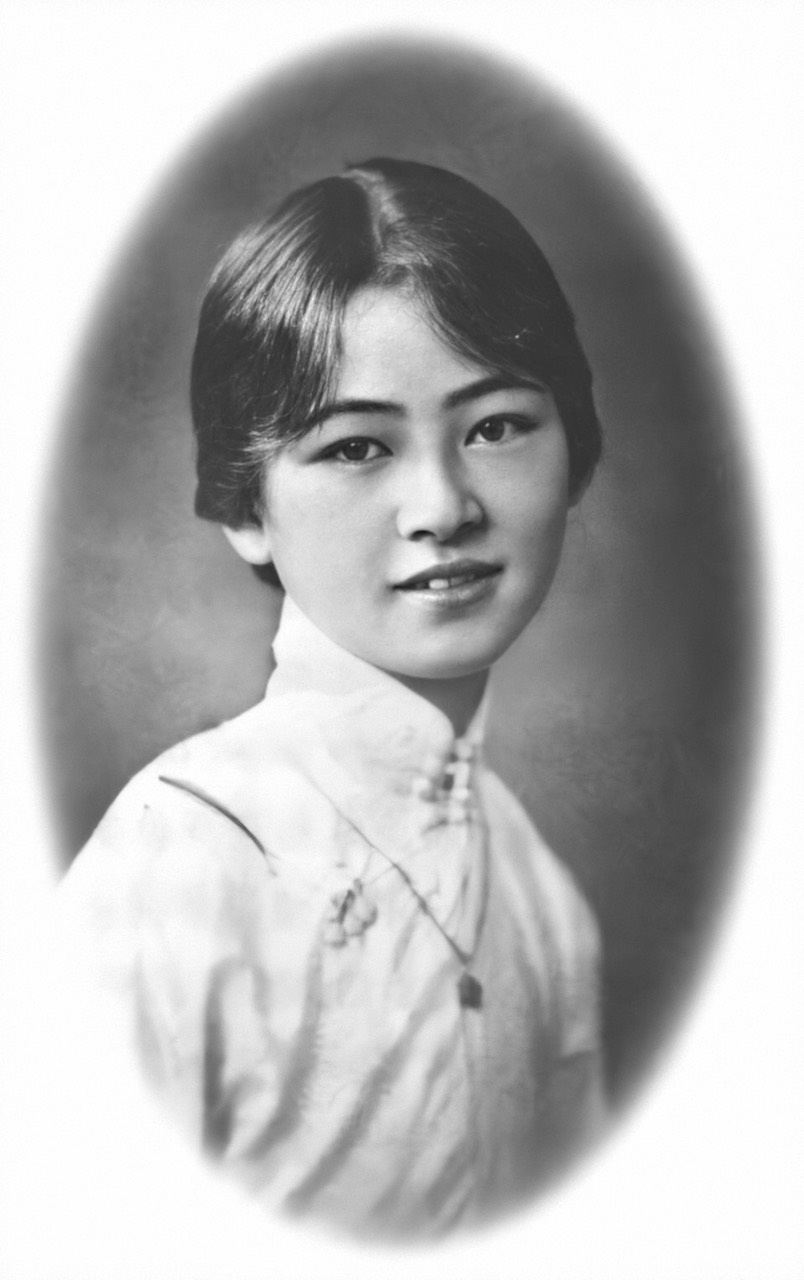
Chân dung thời niên thiếu
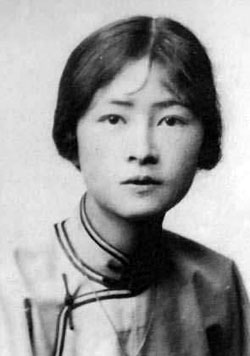
Ảnh chân dung của Lâm Huy Nhân tại Mỹ
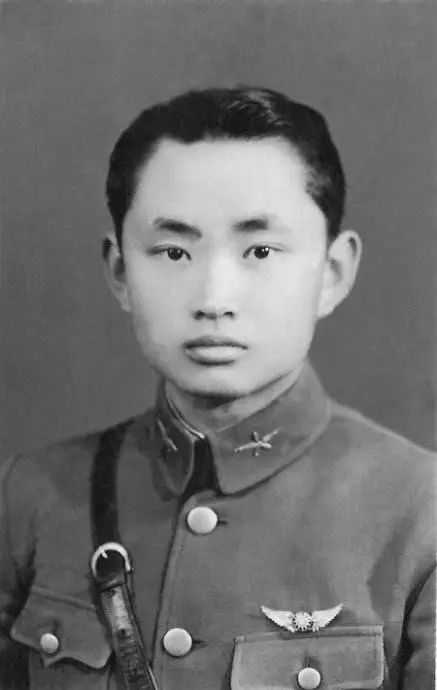
Em trai Lâm Hằng
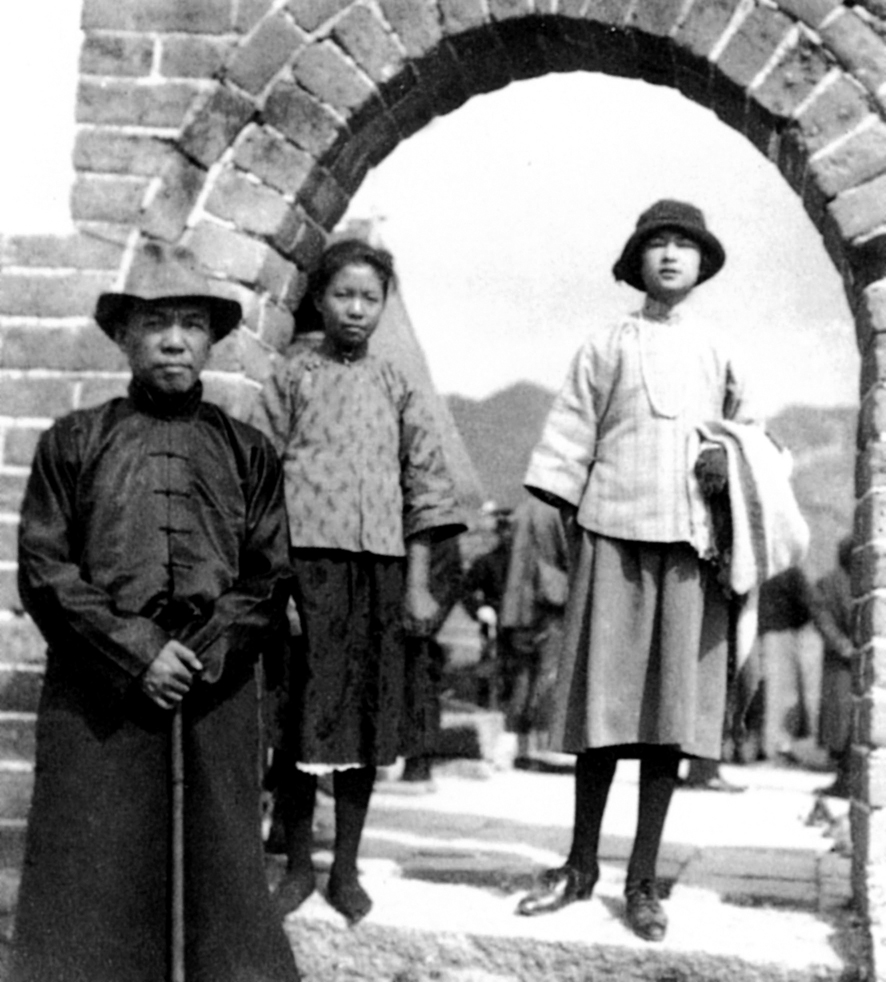
Lâm Huy Nhân cùng gia đình Lương Khải Siêu tại Vạn Lý Trường Thành
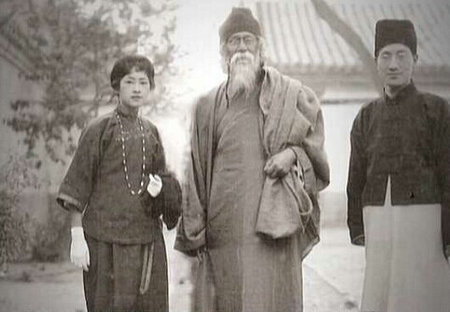
Lâm Huy Nhân và Từ Chí Ma tiếp đón nhà thơ Tagore trong chuyến thăm Trung Quốc
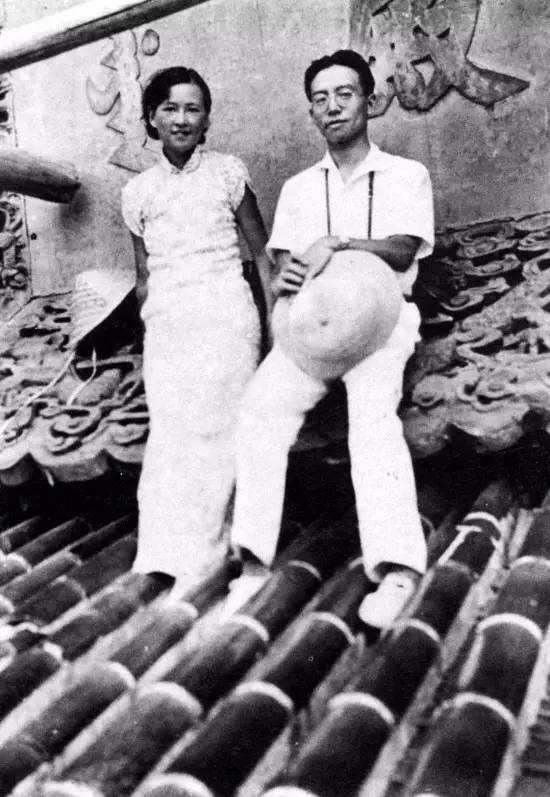
Lâm Huy Nhân và Lương Tư Thành đứng trên mái của điện Thiên Đàn
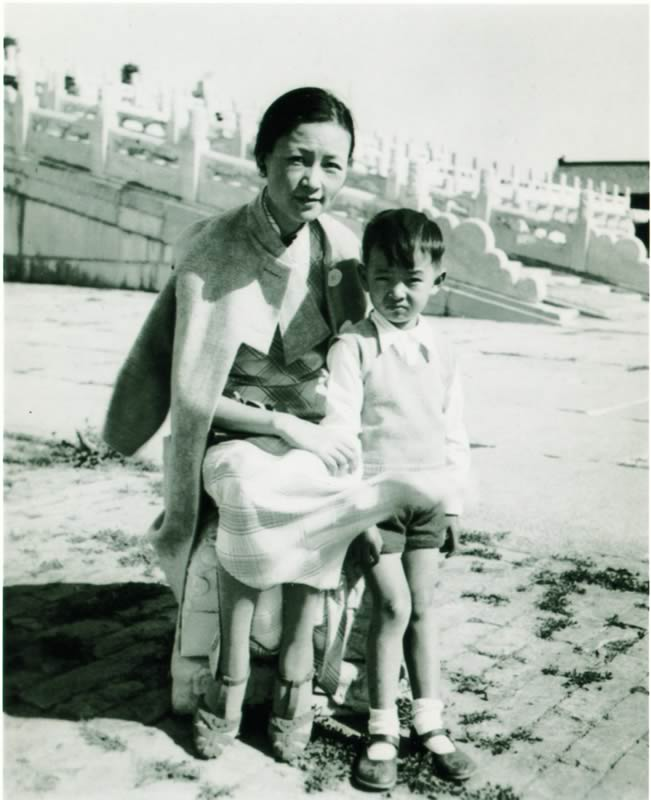
Lâm Huy Nhân và con trai Lương Tòng Giới

## Phả hệ
|                          |                          |                          |                          |                          |                          |                        |                        |                         |                         |                         |                         | Lâm Hiếu Tuân (林孝恂)  |                         |                         |                         |                         |                         |                 |                 |                        |                        |                        |                        |                          |                          |                          |                          |                          |                          |  |  |
|                          |                          |                          |                          |                          |                          |                        |                        |                         |                         |                         |                         |                         |                         |                         |                         |                         |                         |                 |                 |                        |                        |                        |                        |                          |                          |                          |                          |                          |                          |  |  |
|                          |                          |                          |                          | Hà Tuyết Viên (何雪媛)   | Hà Tuyết Viên (何雪媛)   | Hà Tuyết Viên (何雪媛) | Hà Tuyết Viên (何雪媛) | Hà Tuyết Viên (何雪媛)  | Hà Tuyết Viên (何雪媛)  |                         |                         | Lâm Trường Dân (林长民) | Lâm Trường Dân (林长民) | Lâm Trường Dân (林长民) | Lâm Trường Dân (林长民) | Lâm Trường Dân (林长民) | Lâm Trường Dân (林长民) |                 |                 | Trình Quế Lâm (程桂林) | Trình Quế Lâm (程桂林) | Trình Quế Lâm (程桂林) | Trình Quế Lâm (程桂林) | Trình Quế Lâm (程桂林)   | Trình Quế Lâm (程桂林)   |                          |                          |                          |                          |  |  |
|                          |                          |                          |                          | Hà Tuyết Viên (何雪媛)   | Hà Tuyết Viên (何雪媛)   | Hà Tuyết Viên (何雪媛) | Hà Tuyết Viên (何雪媛) | Hà Tuyết Viên (何雪媛)  | Hà Tuyết Viên (何雪媛)  |                         |                         | Lâm Trường Dân (林长民) | Lâm Trường Dân (林长民) | Lâm Trường Dân (林长民) | Lâm Trường Dân (林长民) | Lâm Trường Dân (林长民) | Lâm Trường Dân (林长民) |                 |                 | Trình Quế Lâm (程桂林) | Trình Quế Lâm (程桂林) | Trình Quế Lâm (程桂林) | Trình Quế Lâm (程桂林) | Trình Quế Lâm (程桂林)   | Trình Quế Lâm (程桂林)   |                          |                          |                          |                          |  |  |
|                          |                          |                          |                          |                          |                          |                        |                        |                         |                         |                         |                         |                         |                         |                         |                         |                         |                         |                 |                 |                        |                        |                        |                        |                          |                          |                          |                          |                          |                          |  |  |
| Lương Tư Thành           | Lương Tư Thành           | Lương Tư Thành           | Lương Tư Thành           | Lương Tư Thành           | Lương Tư Thành           |                        |                        | Lâm Huy Nhân            | Lâm Huy Nhân            | Lâm Huy Nhân            | Lâm Huy Nhân            | Lâm Huy Nhân            | Lâm Huy Nhân            |                         |                         | Lâm Hằng (林桓)         | Lâm Hằng (林桓)         | Lâm Hằng (林桓) | Lâm Hằng (林桓) | Lâm Hằng (林桓)        | Lâm Hằng (林桓)        |                        |                        | Trương Minh Huy (张明晖) | Trương Minh Huy (张明晖) | Trương Minh Huy (张明晖) | Trương Minh Huy (张明晖) | Trương Minh Huy (张明晖) | Trương Minh Huy (张明晖) |  |  |
| Lương Tư Thành           | Lương Tư Thành           | Lương Tư Thành           | Lương Tư Thành           | Lương Tư Thành           | Lương Tư Thành           |                        |                        | Lâm Huy Nhân            | Lâm Huy Nhân            | Lâm Huy Nhân            | Lâm Huy Nhân            | Lâm Huy Nhân            | Lâm Huy Nhân            |                         |                         | Lâm Hằng (林桓)         | Lâm Hằng (林桓)         | Lâm Hằng (林桓) | Lâm Hằng (林桓) | Lâm Hằng (林桓)        | Lâm Hằng (林桓)        |                        |                        | Trương Minh Huy (张明晖) | Trương Minh Huy (张明晖) | Trương Minh Huy (张明晖) | Trương Minh Huy (张明晖) | Trương Minh Huy (张明晖) | Trương Minh Huy (张明晖) |  |  |
|                          |                          |                          |                          |                          |                          |                        |                        |                         |                         |                         |                         |                         |                         |                         |                         |                         |                         |                 |                 |                        |                        |                        |                        |                          |                          |                          |                          |                          |                          |  |  |
|                          |                          |                          |                          |                          |                          |                        |                        |                         |                         |                         |                         |                         |                         |                         |                         |                         |                         |                 |                 |                        |                        |                        |                        |                          |                          |                          |                          |                          |                          |  |  |
| Lương Tòng Giới (梁從誡) | Lương Tòng Giới (梁從誡) | Lương Tòng Giới (梁從誡) | Lương Tòng Giới (梁從誡) | Lương Tòng Giới (梁從誡) | Lương Tòng Giới (梁從誡) |                        |                        | Lương Tái Băng (梁再冰) | Lương Tái Băng (梁再冰) | Lương Tái Băng (梁再冰) | Lương Tái Băng (梁再冰) | Lương Tái Băng (梁再冰) | Lương Tái Băng (梁再冰) |                         |                         |                         |                         |                 |                 | Lâm Anh (林璎)         | Lâm Anh (林璎)         | Lâm Anh (林璎)         | Lâm Anh (林璎)         | Lâm Anh (林璎)           | Lâm Anh (林璎)           |                          |                          |                          |                          |  |  |